# Geert Baetens
Geert Baetens (1966) is een Belgische dirigent en klarinettist.

Hij dirigeert vele orkesten, symfonisch en harmonie, en is regelmatig gastdirigent. Zo dirigeerde hij het kamerorkest Chapelle de Lorraine en Braventi, een houtblazersensemble. Sinds 1989 dirigeert hij de Dynamic Symphonic Band Dendermonde.

## Levensloop
Op acht jarige leeftijd volgde Baetens notenleer in de Stedelijke Muziekacademie te Lokeren, waar hij de regeringsmedaille voor klarinet en kamermuziek, met grote onderscheiding, behaalde. Hij studeerde klarinet aan het Koninklijk Muziekconservatorium van Antwerpen onder professor Walter Boeykens. Hij kreeg er de eerste prijzen 'klarinet' en 'notenleer' en het getuigschrift 'pedagogie klarinet'. Aan het Koninklijk Muziekconservatorium van Brussel studeerde hij kamermuziek, en HaFadirectie onder Jan Segers en Norbert Nozy. Hij verwierf er ook het pedagogisch getuigschrift instrumentaal ensemble en samenspel. Voor harmoniedirectie volgde hij verder ook lessen bij Jan Cober (te Nederland), voor orkestdirectie bij Avi Ostrovsky. Juli 2006 behaalde hij ‘Meester in de Muziek’ aan het Koninklijk Vlaams Muziekconservatorium te Antwerpen, met grote onderscheiding. Voor klarinet behaalde hij grootste onderscheiding.
Hij richtte in 1989 het Geert Baetens Klarinettenkwartet op, met als doel de eerste prijs 'kamermuziek' te halen. Het kwartet speelde op vele concerten, academische zittingen en deed radio- en tv-uitzendingen. Hij was klarinettist bij het Clarinet Choir Walter Boeykens en het West-Vlaams Jeugdorkest maar ook klarinetsolo bij de muziekkapel van de Grenadiers. Hij geeft les in saxofoon, klarinet, instrumentaal ensemble, harmonieorkest en samenspel in verscheidene academies. Tevens werkte hij mee aan diverse cd-opnames.
Met het Vlaams harmonieorkest deed hij vele cd-opnames en verzorgde hij enige concerten. Hij bracht, in 2005, dit orkest naar de superieure afdeling tijdens de Provinciale Wedstrijden (de hoogste afdeling voor amateurorkesten). In 2007 mocht de Dynamic Symphonic Band optreden voor een rechtstreekse radio-uitzending van Klara.: in 2013 werd Dynamic vice-Wereldkampioen tweede afdeling, tijdens het Wereld Muziek Concours te Kerkrade.
Geert Baetens is dirigent van het Symfonieorkest De Lier en van het Oost-Vlaams Symfonisch Orkest waarmee hij na musicals en filmmuziek de symfonie "Uit de Nieuwe Wereld" van Antonin Dvorak bracht. In 2007 voerde hij met het Vlaams Symfonisch Orkest enkele malen de Carmina Burana van Carl Orff en de Vijfde symfonie van Ludwig van Beethoven uit.

## Enkele uitvoeringen (en opnames)
- Die Fledermaus : Johann Strauss – Festivaria Symfonisch Orkest
- 5e symfonie : Pjotr Iljitsj Tsjaikovski – Dendermonds Symfonisch Orkest
- Zaad van Satan : Bert Appermont – Vlaams Harmonieorkest (creatie)
- 9de Symfonie (Uit de Nieuwe Wereld) : Antonin Dvorak – Oost-Vlaams Symfonisch Orkest
- The Sound of Music : Richard Rodgers (vocal scores) (2000)
- Fiddler on the Roof : Jerry Bock (2001)
- Camelot : Frederic Loewe & Alan Jay Lerner (voor Music Hall) (2001) (ongeveer 100 uitvoeringen)
- The King and I : Richard Rodgers (voor Festivaria de musical) (2003)
- Annie : Charles Strouse (2005)
- 3e symfonie (Orgelsymfonie) : van Camille Saint-Saëns – Dendermonds Symfonisch Orkest (2006)
- 8e symfonie (Onvoltooide) : F. Franz Schubert – Dendermonds Symfonisch Orkest (2007)
- West Side Story : Leonard Bernstein (2007)
- Carmina Burana : Carl Orff – Vlaams Symfonisch Orkest (2007)
- 5e symfonie : Ludwig van Beethoven – Vlaams Symfonisch Orkest (2007)
- 9e symfonie : Ludwig van Beethoven – Oost-Vlaams Symfonisch Orkest (2013)
- The Wizard of Oz : Festivaria (2013)
- 1e symfonie ; Gustav Mahler - Oost-Vlaams Symfonisch Orkest (2014)